# The Mummy's Curse
Blestemul mumiei (titlu original: The Mummy's Curse) este un film american din 1944 regizat de Leslie Goodwins după un scenariu de Bernard Schubert. Rolurile principale au fost interpretate de actorii Lon Chaney, Jr., Dennis Moore, Virginia Christine și Kay Harding.
Este a treia și ultima continuare a filmului The Mummy's Hand din 1940.

## Distribuție
- Lon Chaney, Jr. - Kharis the Mummy
- Dennis Moore - Dr. James Halsey
- Kay Harding - Betty Walsh
- Virginia Christine - Princess Ananka
- Addison Richards - Pat Walsh
- Peter Coe - Dr. Ilzor Zandaab
- Martin Kosleck - Ragheb
- Kurt Katch - Cajun Joe
- Ann Codee - Tante Berthe
- Holmes Herbert - Dr. Cooper
- Napoleon Simpson - Goobie
- Charles Stevens - Achilles
- William Farnum - Watchman at the Church Ruins